# けろけろけろっぴ
けろけろけろっぴ（ラテン文字表記：Kero Kero Keroppi）は、日本のサンリオによるキャラクター。
主人公のはすの上 けろっぴは、元気なカエルの男の子。男女兼用キャラクターに属する。

## 来歴
梅雨のプロモーション企画として1987年にキャラクター開発。第1号グッズの販売は1988年6月。1989年末にはサンリオではハローキティ、みんなのたあ坊に次いで第3位の人気・売り上げを計上するキャラクターに成長。ピーク時には年間300億円を売り上げた。
人気がピークだったのは1990年。同年度の『いちご新聞』の読者投票企画「サンリオキャラクター大賞」で、けろっぴが1位を獲得している。2020年のサンリオキャラクター大賞では、11位を獲得。
1994年時点において、東南アジアではハローキティよりも人気があった。
1990年代後半には日本での新規のグッズ展開は殆ど無くなっていたが（ライセンス商品の発売は続けられたほか、米国等でもグッズ展開が続いていた）、2005年7月、対象年齢を幼児・小学校低学年に下げて、デザインを現代風にアレンジされたキャラクターグッズや絵本・DVDが発売開始された。新キャラクターも追加されている。
2020年1月に結成された、80年代から90年代にかけて人気を呼んだ男の子キャラクターからなるキャラクターユニット「はぴだんぶい」のメンバーに起用された。

## 登場キャラクター

### はすの上家
はすの上 けろっぴ（Keroppi）
主人公。ドーナツ池の「けろけろハウス」に住んでいる。三つ子の3姉弟の真ん中。性格は元気でおっちょこちょい。また挫けることがあってもすぐに立ち直る。歌と冒険が大好き。釣りが趣味で出かけることが多い。地上でも水中でも息ができる。誕生日は7月10日。泳ぎはカエル泳ぎは苦手だがクロールは得意。2005年版では体色は緑色で、感情が高ぶるとスーパーモードになってパワーアップし、最終話ではZ水流の自然術も披露した。
はすの上 ぴっき（Picky）
けろっぴの三つ子の姉。誕生日は7月10日。
はすの上 ころっぴ（Koroppi）
けろっぴの三つ子の弟。誕生日は7月10日。
おとうさん
医者で「はすの上いいん」を運営している。釣りが趣味。本名は「けろった」。
おかあさん
料理が上手で小さなレストランを経営している。
おじいさん
けろっぴ3姉弟と仲が良い物知りなおじいさん。

### 友達
けろりーぬ（Keroleen）
けろっぴのガールフレンド。三つあみがチャームポイント。趣味は洋服集めで特技はホットケーキを焼くこと。運動とヘビが大の苦手。誕生日は1月21日。2005年版では体色はピンク色で、お花手裏剣の自然術を使える。
ガンタ（Ganta）
けろっぴの友達。けろっぴより少し大きく、友達の中で一番の力持ちのガキ大将だが、高所や暗所、ヘビが大の苦手。アニメの初期には「ジャンク」の名前で呼ばれていた。誕生日は10月10日。2005年版では体色は黄色で、岩石変幻の自然術を使える。
きょろすけ（Kyorosuke）
けろっぴの友達。背が高くて面長。視力が良く1km先も見通せる。新しいもの好きで潜水が得意を生かして情報集めもする。誕生日は4月22日。2005年版では体色はオレンジ色で、透視の自然術を使える。
ノーベルン（Noberun）
けろっぴの友達。メガネをかけた博識。けろっぴより少し小さい。スポーツは苦手。夢はお天気博士になること。誕生日は8月23日。2005年版では体色は水色で、雷落としの自然術を使える。
けろっぺ（Keropee）
けろっぴのいとこ。ひょうたん池生まれで、けろっぴたちのいるドーナツ池に引っ越してきた。特技は器用な手先を生かして草花でお面や船を作ること。誕生日は6月22日。2005年版では体色は黄緑色だが、けろっぴの仲間達の中では唯一自然術が披露されなかった（予告では本人曰く「オラは応援するぞ」の理由）。
てるてる（Teruteru）
てるてるぼうずの女の子。赤いリボンがトレードマーク。頭が良く、天気を当てることが出来る。誕生日は5月18日。友達にてるてるぼうずの「ぴっぴ」と「ころころ」がいる（2019年6月19日追加）。
でんでん（Den Den)
ドーナツ池生まれのかたつむり。「でんでん」としか喋らない無口な男の子。誕生日は4月28日。

### 2005年版で追加されたキャラクター
ガメガメダダ
オネエ言葉で話す悪の科学者。様々な発明品を駆使し、はすのうえタウンを自然のない未来都市に変えることを目論む。ラーメンに目がない。
ガメッピ
ガメガメダダの孫。ガメガメダダの悪事に協力する。サッカーが得意。
ギャルッピ
ガメッピの妹。ギャル風ファッションといたずらが大好きで、ガメッピ同様ガメガメダダの悪事に協力する。
なぞG
度々けろっぴ達を助けてくれる謎の多いおじいさん。ガメガメダダとは知り合いらしい。ようかんが好物。

## 声優

### けろっぴの声
- 松尾佳子（初代専任 / 1980年代からのOVA、劇場アニメ、ミュージカル、テレビ番組など）
- くまいもとこ（2代目専任 / ショートアニメ『けろけろけろっぴ はすのうえタウン危機一髪！』、『はぴだんぶい』）
- 亀井芳子（『ハローキティと学ぼう　はじめての○○シリーズ』）

### その他の声優
その他のキャラクターは以下の通り。太字は『はすのうえタウン危機一髪！』での声優。
- けろりーぬ：斉藤千恵子→三浦雅子 / こやまきみこ
- ガンタ（ジャンク）：鈴木富子→頓宮恭子→高乃麗 / 山口眞弓
- きょろすけ：坂東尚樹→山田恭子→真柴摩利 / 川崎恵理子
- ノーベルン：山崎たくみ→柳沢三千代→滝沢ロコ / 福圓美里
- けろっぺ：石川寛美 / 青山桐子
- ぴっき：西宏子
- ころっぴ：前田雅恵→大谷育江
- てるてる：渡辺久美子→深雪さなえ→馬場澄江
- でんでん：伊倉一恵
- ガメガメダダ：茶風林
- ガメッピ：高木渉
- ギャルッピ：伊東みやこ

## 映像化

### 劇場映画
『サンリオ世界名作映画館』（サンリオアニメフェスティバル）
- 『けろけろけろっぴの大冒険 ふしぎな豆の木』（1990年）

1992年7月21日映像ソフト化（SAVV-107）
- 『けろけろけろっぴの三銃士』（1991年）

1993年3月21日映像ソフト化（SAVV-138）

### オリジナルビデオ
『サンリオ世界名作劇場』シリーズ
- 『けろけろけろっぴのガリバーの冒険』（1993年8月21日）
- 『けろけろけろっぴのロビンフッド』（1994年1月21日）
- 『けろけろけろっぴのアラジンと魔法のランプ』（2001年11月23日）

『オリジナルストーリーアニメ』シリーズ
- 『けろっぴの大冒険』(1989年)
- 『ぴんくのきのこんこを探して』(1990年)
- 『空とぶゆめの船』(1992年)
- 『がんばれ!けろっぴーず』(1992年)
- 『友だちっていいな』(1992年)
- 『恐竜がでた!』(1992年)
- 『クリスマスイブのおくりもの』(1992年)
- 『友だちは魔法使い』(1993年)
- 『ミツバチ大騒動』(1993年)
- 『よわむし王子の大冒険』(1993年)
- 『ぼくらのお姫さま』(1993年)
- 『けろけろハウスのひみつ』(1993年)
- 『友だちになろうよ』(1994年)
- 『空をとべたら』(1994年)
- 『ぼくたちのたからもの』(1994年)
- 『びっくり!おばけやしき』(1994年)

### けろけろけろっぴ はすのうえタウン危機一髪!
2006年10月10日から同年12月19日まで、「キティズパラダイスPLUS」内でショートアニメとして放送された。キャラクターデザインは2005年版に準拠している。
各話リスト
| 話数 | サブタイトル             | 放送日          |
| ---- | ------------------------ | --------------- |
| 1    | けろっぴと雨ふりマシーン | 2006年 10月10日 |
| 2    | けろっぴとサッカー対決   | 10月18日        |
| 3    | けろっぴとぐっすりまくら | 11月7日         |
| 4    | けろっぴとなぞのどうくつ | 11月21日        |
| 5    | ダダのラーメン修行       | 12月5日         |
| 6    | けろっぴとダダーン27号   | 12月19日        |

## 音楽

### イメージソング
「けろけろけろっぴ」
作詞/作曲：長沢ヒロ 編曲：兼崎順一 歌：関谷雅子
1992年8月21日にサンリオより発売されたCDアルバム「みんなでうたおう！キャラクターソング」（SACV-2030）の1曲目に収録。また、1992年7月21日にサンリオより発売されたCDアルバム「キャラクターアルバム けろけろけろっぴ」（SACV-2037）の1曲目にも収録されている。2分13秒。
けろけろけろっぴのOVAのオープニングテーマとしても使用されている。
「けろっぴロック」
作詞：鈴木みゆき 作曲/編曲：淡海悟郎 歌：岡崎裕美
1993年に発売されたVHS「ハローキティのあつまれ！でんしゃ」挿入歌。けろけろけろっぴのCDに1度だけ収録され、1992年7月21日にサンリオより発売されたCDアルバム「こどもパラダイス」（SACV-2039）の1曲目に収録されている。3分11秒。
「けろけろけろっぴ BON DANCE」
作詞：鈴木みゆき 作曲/編曲：佐橋俊彦 歌：くさかべまき
CDアルバム「キャラクターアルバム けろけろけろっぴ」（SACV-2037）の2曲目に収録。3分41秒
「パジャマでルンバ」
作詞：岡野雅子 作曲：関和則 編曲：淡海悟郎 歌：岡崎裕美
CDアルバム「キャラクターアルバム けろけろけろっぴ」（SACV-2037）の3曲目に収録。1分58秒。
「誰かを好きになりそう - けろりーぬのテーマ -」
作詞：高田ひろお 作曲：菊池俊輔 編曲：長沢ヒロ 歌：三浦雅子
CDアルバム「キャラクターアルバム けろけろけろっぴ」（SACV-2037）の4曲目に収録。2分52秒
「わんぱく5人組」
作詞：高田ひろお 作曲：上柴はじめ 編曲：スティーブ・ゴースティン 歌：長沢ヒロ
CDアルバム「キャラクターアルバム けろけろけろっぴ」（SACV-2037）の5曲目に収録。2分55秒
「けろっぴ体操」
作詞：菅野こうめい 作曲/編曲：佐橋俊彦 歌：くさかべまき
CDアルバム「キャラクターアルバム けろけろけろっぴ」（SACV-2037）の6曲目に収録。3分8秒
「やすみ時間はパラダイス」
作詞：おびかゆうこ 作曲：明石英紀 編曲：オズニー・メロ 歌：岡崎裕美、三浦雅子
CDアルバム「キャラクターアルバム けろけろけろっぴ」（SACV-2037）の7曲目に収録。3分8秒
「美しき青きドーナツ池」
作詞：高田ひろお 作曲：菊池俊輔 編曲：長沢ヒロ 歌：れいち&MAO・REIKA
CDアルバム「キャラクターアルバム けろけろけろっぴ」（SACV-2037）の8曲目に収録。3分4秒
「けろっぴの青空ピクニック」
作詞：高田ひろお 作曲：上柴はじめ 編曲：スティーブ・ゴースティン 歌：岡崎裕美
CDアルバム「キャラクターアルバム けろけろけろっぴ」（SACV-2037）の9曲目に収録。2分1秒
「けろけろけろっぴのえかきうた」
作詞：いちご新聞 作曲：牧野三郎 編曲：兼崎順一 歌：牧野歌愛子、響
CDアルバム「キャラクターアルバム けろけろけろっぴ」（SACV-2037）の10曲目に収録。2分0秒
「ケロッといっしゅうかん」
作詞：おびかゆうこ 作曲：竹田えり 編曲：白川善久 歌：岡崎裕美
1992年7月21日にサンリオより発売されたCDアルバム「学校いこう スクールソング」（SACV-2032）の9曲目に収録されている。4分4秒。
「ハンカチお化けの話」
作詞：鈴木みゆき 作曲/編曲：淡海悟郎 歌：岡崎裕美、山田恭子、中尾隆聖
1992年7月21日にサンリオより発売されたCDアルバム「こどもパラダイス」（SACV-2039）の9曲目に収録されている。2分25秒。
1番目をけろっぴ、2番をペックル、3番をハンギョドンが歌っている。暗闇に浮かぶけろりーぬのリボンが、真っ赤な口を開けたお化けに見えて怖かったというもの。
「だめだめけろっぴ」
作詞/作曲/編曲：岩井勇気
2020年6月11日放送のTBSラジオ『ハライチのターン!』にて宇宙初オンエア。

### シングル
- 『サンリオキャラクター目覚ましCD ハローキティのおはよう!みんな』（1994年、サンリオ V-2616 ISBN 4-387-94071-9）
全9曲。当CDシングルの1曲目と5曲目に「けろけろけろっぴ」のタイトルで収録。楽曲ではなく、けろっぴが演じるドラマCDのような内容である。

### アルバム
『キャラクターアルバム けろけろけろっぴ』
発売日：1992年7月21日
レーベル：サンリオより発売。
概要：アルバムCD版（SACV-2037）、カセットアルバム版が有ったが現在は廃盤。上述のイメージソングを収録。全10曲。
詳細：ジャケットデザインは水面をイメージした青い背景に、スイレンの葉の上に乗ったけろっぴがクレイアート風に表現されている。キャラクタードデカワッペンシールが付属する。

## ゲーム
- けろけろけろっぴの大冒険 - ファミリーコンピュータ用ゲームソフト。キャラクターソフトより発売。
- けろけろけろっぴの大冒険2 〜ドーナツ池はおおさわぎ!!〜 - 同上。
- サンリオカップ ポンポンバレー - 同上。けろけろけろっぴも登場する。
- けろけろけろっぴの冒険日記 - スーパーファミコン用ゲームソフト。キャラクターソフトより発売。
- けろけろけろっぴのハリキリ運動会 - キッズコンピュータ・ピコ用ゲームソフト。セガより発売。
- けろけろけろっぴ おりがみのたびびと - 3DO用ゲームソフト。サンリオより発売。
- サンリオタイニーパークシリーズ - Windows/Macintosh用エデュテインメントソフト（後述）
- サンリオ キャラポン ゲーム - 同上、サンリオより発売。所謂ポンジャンの一種でけろけろけろっぴも登場する。
- けろけろけろっぴ 森の大冒険 - LCDゲーム。バンダイより発売。
- けろけろけろっぴ どんぐりころりん - 同上。
- けろけろけろっぴ あめのちはれ - 同上。
- けろけろけろっぴハーピット - 同上。
- けろけろけろっぴ ジャンピングけろっぴゲームGO! - ボードゲーム。タカラより発売。
- けろけろけろっぴゲーム パーティジョイダブル 10 - 同上。バンダイより発売。

## イメージキャラクター
- 1990年代に、住友銀行（現・三井住友銀行）のイメージキャラクターに起用され、けろけろけろっぴがデザインされたキャッシュカード[23]も発行されていた。三井住友銀行でも2008年2月より子供向けの教育コンテンツにおいてけろけろけろっぴが活用されている[24]。
- 岡三証券のイメージキャラクターに起用され、ノベルティグッズが配布されている。

## コラボレーション
- 2016年8月5日より『ど根性ガエル』（原作：吉沢やすみ）とのコラボレーションによるウェブコミック『ど根性!!けろけろけろっぴ』が「イチゴミン」（ホーム社）にて連載[25][26]。作画は吉沢の実娘・大月悠祐子が担当。
- 2018年9月から信州ハムのグリーンマークシリーズとのコラボレーションが始まり、商品パッケージに印刷されているほか、同社の公式SNSにも登場している[27]。

## 著名なファン
- 実相寺昭雄[28] - 映画監督、演出家、脚本家、小説家
- 岩井勇気（ハライチ）[29] - お笑い芸人。上述の曲も作曲している。
- 横澤夏子[30] - お笑い芸人
- 田宮裕涼-野球選手

## サンリオキャラクター大賞の順位
『いちご新聞』の読者投票企画「サンリオキャラクター大賞」では第5回（1990年）の1位が歴代最高である。かつてのサンリオを代表する看板キャラクターでもあって20位圏外に陥落したことがない。2013年サンリオキャラクター大賞の特別企画である「これやります宣言」で、「5位以内なら「かえるの合唱」をあたらしくつくりカエル!」と宣言していたが、最終結果は12位であったため実現には至らなかった。
2020年は、コロナ関連によるサンリオショップの臨時休業が相次ぎ、思うようにサンリオショップ店頭からの投票（チップde投票）が出来なかったため、サンリオキャラクター大賞終了後の6月12日から30日にかけて、スピンアウト企画の 「チップde投票リターンズ」がサンリオショップ各店舗で開催され、サンリオショップのひとつのハーモニーランドにおいての結果は「けろけろけろっぴ」は12位であった（この回の票は、公式にはサンリオキャラクター大賞本戦の結果には反映されない）。
また、いちご新聞オリジナル企画で2016年より「サブキャラコンテスト」が開催されている。
第1回（2016年）は「てるてる」と「ノーベルン」がノミネートされ、「てるてる」は16位、「ノーベルン」は30位にランクインされた。
第2回（2017年）は「でんでん」と「きょろすけ」がノミネートされ、「でんでん」は23位、「きょろすけ」は41位にランクインされた。
第3回（2018年）は「ぴっき」がノミネートされ、27位にランクインされた。
第4回（2019年）は第1回（2016年）〜第3回（2018年）までの上位20キャラクター同士の決戦コンテストで、「てるてる」がノミネートされ、27位にランクインされた。
仕切り直しとなる第5回（2020年）は「てるてる」と「ノーベルン」がノミネートされ、「てるてる」は16位、「ノーベルン」は33位にランクインされた。
- 2025年サンリオキャラクター大賞14位
- 2024年サンリオキャラクター大賞7位
- 2023年サンリオキャラクター大賞12位
- 2022年サンリオキャラクター大賞11位
- 2021年サンリオキャラクター大賞15位（いちご新聞ランキング18位[40]）。
- 2020年サンリオキャラクター大賞11位（いちご新聞ランキング17位[41]）。
- 2019年サンリオキャラクター大賞11位（いちご新聞ランキング19位[42]）。
- 2018年サンリオキャラクター大賞11位（いちご新聞ランキング18位[43]）。
- 2017年サンリオキャラクター大賞12位（いちご新聞ランキング11位[44]）。
- 2016年サンリオキャラクター大賞13位（いちご新聞ランキング12位[45]） ／ なでる投票16位[46]。
- 2015年サンリオキャラクター大賞17位[47]（いちご新聞ランキング15位[48]）。
- 2014年サンリオキャラクター大賞13位[49][注釈 3]（いちご新聞ランキング10位[51]）。
- 2013年サンリオキャラクター大賞12位。
- 2012年サンリオキャラクター大賞7位[52]。
- 2011年サンリオキャラクター大賞7位[3]。
- 2010年サンリオキャラクター大賞12位[53]。
- 1999年〜2009年サンリオキャラクター大賞10位圏外。
- 1998年サンリオキャラクター大賞9位。
- 1993年〜1997年サンリオキャラクター大賞10位圏外。
- 1992年サンリオキャラクター大賞7位。
- 1991年サンリオキャラクター大賞2位。
- 1990年サンリオキャラクター大賞1位。
- 1989年サンリオキャラクター大賞2位。

## 豆知識
- サンリオが1996年2月16日に発売した「サンリオタイニーパーク」というWindows/Macintosh用エデュテインメントソフトに、けろけろけろっぴのコンテンツである「けろけろけろっぴのジグソーパズル」と称するパズルゲームが収録されている[54]。また後日発売された「サンリオ タイニーパークvol.2」に「けろけろけろっぴのぴょんぴょんめいろ」と「けろけろけろっぴのすごろっぴ」が、「サンリオ タイニーパークvol.3」に「けろけろけろっぴのおいかけっぴ」が、「サンリオタイニーパークvol.4」に「けろけろけろっぴのレールブロック」が収録されている。
- 1997年11月21日、コロムビアからCD『キャラクタービジョンCDシリーズ けろけろけろっぴ』が発売された。
- 2003年に銀座からパチンコ機「CRけろけろけろっぴ」が発売された[55]。2019年に同社の親会社であるサミーにて「P SHOW BY ROCK!!」が発表されるまでは、サンリオキャラクターで唯一パチンコに起用されている。
- エクサムが発売するキッズ向けトレーディングカードアーケードゲームであるハローキティとまほうのエプロン 〜サンリオキャラクター大集合!〜の第3弾『〜レッツ!ハンバーガークッキング!〜』や[56]、第4弾『〜みんな集まれ!お料理パーティー!〜』に登場するキャラクターのひとつとしてけろけろけろっぴが起用された[57]。
- 2017年4月20日から8月31日までの期間限定で京急百貨店4階にて日本初となる「けろけろけろっぴカフェ」がオープンし、キャラクターがデザインされたオリジナルメニューやスイーツが提供された[58][59][60]。京急百貨店5階のサンリオショップで「けろけろけろっぴフェア」も開催され、フェア限定グッズも販売された。
- 2020年6月9日、ユートレジャーからけろけろけろっぴの高額なプラチナ950製ネックレスが発売された[61]。